# Orgullosa de Harenc
Orgullosa de Harenc (fallecida en febrero o marzo de 1175), fue la princesa de Antioquía. Provenía de Harenc, uno de los feudos del Principado de Antioquía. Orgullosa es mencionada por primera vez en las cartas del principado emitidas en 1170, lo que sugiere que se casó con Bohemundo III de Antioquía en ese año o antes. Fue mencionada por última vez en febrero o marzo de 1175.
Fue la madre de los dos hijos mayores de Bohemundo:
- Raimundo IV, conde de Trípoli, muerto en 1199,
- Bohemundo IV, conde de Trípoli y príncipe de Antioquía.